# El Vainillo
El Vainillo är en ort i Mexiko.   Den ligger i kommunen Mazatlán och delstaten Sinaloa, i den centrala delen av landet, 800 km nordväst om huvudstaden Mexico City. El Vainillo ligger 20 meter över havet och antalet invånare är 770.
Terrängen runt El Vainillo är platt. Runt El Vainillo är det ganska tätbefolkat, med 139 invånare per kvadratkilometer. Närmaste större samhälle är Mazatlán, 15,1 km väster om El Vainillo. Omgivningarna runt El Vainillo är en mosaik av jordbruksmark och naturlig växtlighet.